# ماثوماتيك
ماثوماتيك (بالإنجليزية: Mathomatic)‏ هو برنامج جبر حاسوبي حر ومفتوح المصدر، يسمح بحل وتبسيط وتجميع ومقارنة المعادلات الرياضية ويمكنه إجراء عمليات على الأعداد المركبة، والحسابيات النمطية وكثيرة الحدود. كما يمكنه أيضا إجراء بعض عمليات التكامل والتفاضل مثل: حساب المشتقات، القيم الحدية، متسلسلة تايلور، تحويل لابلاس. كما يقبل معظم العمليات الحسابية بإستثناء اللوغارتم.